# Italo Gastaldi
Italo Gastaldi (Torino, 1920 – Macerata, 13 marzo 1944) è stato un partigiano italiano.
Caduto sui Monti Sibillini. Medaglia d'oro al valor militare alla memoria.

## Biografia
Diplomato alle Magistrali, durante la Seconda guerra mondiale, combatté, sul fronte greco-albanese, come sottotenente del 43º Reggimento fanteria della Divisione "Forlì". Passò poi, come tenente, nei paracadutisti.
L'8 settembre 1943, Gastaldi - che si trovava in Sardegna con la Divisione "Nembo" - entrò a far parte del Corpo italiano di liberazione. Cadde, sorpreso dai tedeschi nella zona di Spoleto, mentre stava recuperando il materiale paracadutato per una formazione partigiana di Visso. Una via di Alba (Cuneo), porta il nome di Italo Gastaldi.